# Xian de Yunxiao
Le xian de Yunxiao (云霄县 ; pinyin : Yúnxiāo Xiàn) est un district administratif de la province du Fujian en Chine. Il est placé sous la juridiction de la ville-préfecture de Zhangzhou.

## Démographie
La population du district était de 405 168 habitants en 1999.